# Пиксель TV
«Пиксель TV» — украинский детский телеканал.

## История
Телеканал начал вещание 15 апреля 2012 года компанией U.A. Inter Media Group и заменил телеканал Enter Music. Стал первым украинским эфирным телеканалом для детей.
В июле 2012 года были запущены познавательные мультфильмы. В октябре 2012 года вышел первый проект собственного производства «ТиВи азбука» (укр. «ТіВі Абетка»), который ведёт телеведущая Олеся Гаевая, участница шоу «Украина слезам не верит».
С 25 декабря 2016 года телеканал вещает в формате 16:9.

## Сетка вещания
- Барашек Шон (с 2012)
- Бейблейд X (с 2024)
- Висспер (с 2021)
- Вспыш и чудо-машинки (с 2022)
- Гав-гав-гав (с 2020)
- Искорки суперсил (укр. Іскорки суперсил, с 2024)
- Кафе Баттербин (с 2022)
- Коди Капоу (с 2021)
- Космический старт (с 2021)
- Мастерская Биби (укр. Майстерня Бібі, с 2019)
- Новые приключения пчёлки Майи (с 2021)
- Робокар Поли (с 2014)
- Тобот (с 2025)
- Храбрые зайцы (укр. Хоробрі зайці, с 2024)

### Программы
- Забавные (укр. Кумедні, с 2025)
- Наши руки не для скуки (укр. Веселі саморобки, с 2018)
- НУМО. Детский садик онлайн
- ТиВи Азбука (укр. «ТіВі Абетка», с 2012)
- Хи и Ха (с 2025)

### Бывшие программы
- Кулинарные секреты от Нюси Поварьошкиной (2021—2025)
- Хочу всё знать (Agugugu)

### Бывшие мультсериалы
- Алекс (2012—2016)
- Ангелина Балерина. Новые шаги (2013—2018)
- Бабай (2017—2019)
- Барашек Шон. Овцечемпионат
- Барби: Приключения в доме мечты
- Боб-строитель (2019—2022)
- Бобби и Билл (2018—2021)
- Боинг — игрушечный рейнджер (2015—2016)
- Буба (2018—2021)
- Буль Буль Марин (2016—2023)
- Бум и реды
- Ван-Дог (2012—2017)
- Великая идея
- Венди (англ. Wendy)
- Весело с Клодом
- Весёлый счёт (англ. Zumbers, 2012—2017)
- Викинг Вик (2012—2018)
- Вкусные и полезные (англ. Come and Get It!)
- Волшебная карусель (2013—2017)
- Волшебные Поппикси
- Волшебный сад (англ. In the Night Garden...)
- Волшебство Хлои (2012—2016)
- Время барашка Тимми (2012—2016)
- Врумиз (2013—2015)
- Всё о Рози (2015—2016)
- Геомека (2020—2024)
- Город дружбы (2013—2014)
- Гламперсы (2012—2013)
- Говорящий Том и друзья (2020—2022)
- Гренадин и Пепперминт (2012—2019)
- Дейзи и Олли
- Детектив Миретта
- Динолапики (2014—2016)
- Добрые чудеса в стране Лалалупсия (2012—2019)
- Домашние инопланетяне (англ. Pet alien, 2012—2013)
- Дракончик Дигби (2017—2020)
- Дуда и Дада (2017—2022)
- Дэнис и Нэшер уходят в отрыв (2020—2023)
- Ёй Ай Ку (англ. Oops, I-Kooo!)
- Животные-жестянки (англ. Canimals)
- Заботливые мишки: Страна добра
- Загадки Джесса (2013—2018)
- Зелёный остров Гомби (англ. Gombby's Green Island)
- Зелёный свет. Безопасность дорожного движения (англ. Green light. Traffic safety, 2012—2017)
- Зигби знает всё (2012—2013)
- Злые птички (англ. Angry Birds Toons, 2021—2024)
- Зубабу (2012—2016)
- Истории свинок (2020—2023)
- ЙоНаЛу (2016—2018)
- Камбу (2012—2016)
- Капитан Фламинго (2013)
- Каракули (2017—2019)
- Каспер: Школа страха
- Катя и Мим-Мим (2014—2018)
- Каю (2012—2022)
- Киви: Твики и Твини
- Киока (2014—2018)
- Клампики (2012—2013)
- Клуб Винкс (2013—2016)
- Книга джунглей в 3D (2014—2018)
- Кокомонг
- Контраптус — гений! (2017—2019)
- Космические гонщики (2014—2016)
- Кролик Питер в 3D (2018—2024)
- Крошка Кью (2016—2018)
- Крутые бобры (2013—2017)
- Легенды Чимы (2013—2014)
- Леди Баг и Супер-Кот (2017—2018)
- Леон (англ. Leon)
- Лис Никита
- Лупдиду (2013—2018)
- Люди в чёрном
- Люк — путешественник во времени (2020—2022)
- Магические шары
- Мадемуазель Зази
- Макс Грин и инопланетянине (2020—2023)
- Маленький принц
- Малыш Джейк (2012—2015)
- Малыши-герои (2012—2013)
- Манон (2012—2017)
- Марийчин первомир
- Маша и Медведь (2012—2014)
- Машины сказки
- МегаМен: Полный заряд
- Мир Джастина
- Миссия «Блэйк» (2021—2025)
- Мия (2017—2023)
- Мия и я (2013—2023)
- Могучий Майк (2020—2023)
- Моя страна — Украина (укр. Моя країна — Україна, 2020—2023)
- Мусти (2014—2016)
- Мышёнок Тип (2017—2019)
- Нечёткие безумцы (англ. The Twisted Whiskers Show, 2012—2016)
- Новые приключения Питера Пэна (2014—2019)
- Ноксу (англ. Noksu, 2012—2016)
- Ныряй с Олли!
- Обезьянка видит, обезьянка делает (2014—2016)
- Огги и тараканы (2012—2013)
- Октонавты
- Олли: Весёлый грузовичок
- Осмотрительная Эбби (англ. Abby Careful)
- Отряд джунглей спешит на помощь (2014—2023)
- Ох уж эти детки! (2015—2017)
- Охотники за привидениями
- Паровозик Тишка (2014—2017)
- Перси и друзья (2014—2019)
- Пим и Пэм (2012—2017)
- Пингвинёнок Джаспер
- Пингвинёнок Пороро
- Пип и Альба
- Пожарный Сэм (2019—2023)
- Полли Покет (2020—2022)
- Пом Пом и друзья (2014—2016)
- Приключения Абни и Тил
- Приключения здоровой еды (англ. Nutri Ventures)
- Приключения Кими (англ. Kemy & Buka, Cheka)
- Приключения Пигли Уинкса (2013)
- Приключения Тайо
- Приключения Чака и его друзей (2013—2016)
- Присоски (англ. The Secret Life of Suckers, 2012—2013)
- Псэмми. Пять детей и волшебство (2020—2023)
- Пузыри (2014—2016)
- Пушастики (2018—2020)
- Пчелиные истории (укр. Вулик, 2013—2018)
- Раджу Рикша (2012—2018)
- Робопоезды (2018—2023)
- Роботы-пожарники (2019—2022)
- Рой и пожарная безопасность
- Роли Мо Шоу
- Рори — гоночная тачка (2012—2013)
- Рэй и пожарный патруль (2012—2016, 2019—2022)
- СамСам: Приключения Супергероя (2012—2015)
- Сантьяго и его моря (2022—2025)
- Сейди Спаркс (2021—2024)
- Семья Да Винчи (англ. DaVincibles)
- Семья почемучек (2012—2013)
- Сид — маленький учёный (2013—2016)
- Сказки маленькой Милы (англ. Missy Mila Twisted Tales)
- Сказки Татонки (2012—2018)
- Слонёнок Элла (2017—2020)
- Смешарики (2012—2022)
- Соник Бум (2014—2023)
- Страна Ози Бу (2012—2016)
- Супер Зак (2019—2022)
- Суперчетвёрка (2020—2022)
- Сэмми и компания
- Таши (2017—2020)
- Тара Дункан (2010) (2012)
- Театр Эзопа (англ. Aesop's theater, 2013—2014)
- Тельмо и Тула (2012—2017)
- Тикити Так (2013—2014)
- Тилли и друзья (2013—2016)
- Тип топ (2012)
- Титоф (2012—2013)
- Тру и Радужное Королевство (2020—2024)
- Угадай с Тижиком и Тижинкой
- Уоллес и Громит: Хитроумные приспособления (2013—2014)
- Уроки безопасности с Поли
- Уроки безопасности с Эмбер
- Уроки тётушки Совы (2017—2020)
- Фиксики (2014—2022)
- Фимблики (англ. Fimbles, 2012—2013)
- Финли — пожарная машина (2013—2016)
- Флупалу, где ты? (2014—2017)
- Фобии Фигаро (англ. The adventures of Figaro Pho)
- Хайди в 3D (2015—2019)
- Хантик: Искатели секретов (2012—2013)
- Хаос на ферме (англ. Farmkids)
- Храброе сердце (мультсериал)
- Хроники Зорро (2020—2024)
- Цифрики (англ. The Numtums)
- Чаплин (англ. Chaplin & Co)
- Шарлотта Земляника (2014—2021)
- Шерлок Як
- Шопкинс (2016—2019)
- Шоу Даффи Дака (2013—2014)
- Элементы: Приключения в микромире
- Энчантималс: Сказочный Эвервайлд
- Мультфильмы от студий «Киевнаучфильм» и «Укранимафильм»
- Мультфильмы от студии «Союзмультфильм» (2012—2022)
- Мультфильмы от студии «ТО Экран» (2012—2022)

## Награды и номинации
В 2012 году телеканал победил в номинации «Открытие года» в Национальной телевизионной премии «Телетриумф».